# Mirko Valdifiori
Mirko Valdifiori (ur. 21 kwietnia 1986 w Russi) – włoski piłkarz występujący na pozycji pomocnika we włoskim klubie Torino FC oraz w reprezentacji Włoch. Wychowanek Ceseny, w swojej karierze grał także w takich zespołach jak Pavia, Legnano, Empoli FC oraz SSC Napoli.